# Sillars
Sillars település Franciaországban, Vienne megyében. Lakosainak száma 571 fő (2022. január 1.). Sillars Chapelle-Viviers, Lussac-les-Châteaux, Montmorillon, Persac, Pindray és Saulgé községekkel határos.

## Népesség
A település népessége az elmúlt években az alábbi módon változott:
| Lakosok száma | 630  | 626  | 639  | 611  | 602  | 593  | 582  | 575  | 571  |
|               | 2013 | 2015 | 2016 | 2017 | 2018 | 2019 | 2020 | 2021 | 2022 |